# バンパー
バンパー（bumper）とは、衝撃や振動を和らげる、車を押し退ける緩衝装置のこと。素材自体の弾力性やばねなどを利用して衝撃を吸収・緩和する。機械部品や運送用機器などに取り付けられる。

## 自動車のバンパー
乗用車の場合ボディの前後に取り付けられる。素材は鉄、ポリプロピレン、FRP、カーボンファイバーなど多様な素材が用いられ、金属系の素材はメッキ、樹脂系の素材は塗装で表面加工されてる事が多い。ボディを軽度の衝突から守るのが本来の目的で1980年代前半まではボディから容易に取り外しが可能な金属製で棒状の形状をした物が一般的であったが、空気抵抗の低減を意識したデザインが激増。1990年代にはほとんどが樹脂製となりボディと同色の塗装が施される、ライト類が埋め込まれる、寸法規制内で容積増大を図るためバンパー突出を縮減しボディと一体化する等「軽度の衝突から守る」という目的にそぐわない形状が一般的となった。近年は歩行者を跳ねてしまった場合の安全対策も求められるようになった。
金属製タイプは強固で多少の衝突なら傷が付く程度で変形しなかったり、変形したとしても容易に板金修理が可能であったが、反面、場所によっては変形したバンパー本体がボディーに干渉し塗膜を傷つける事があった。そのためコーナー部に樹脂性のブロックを配置し干渉時の攻撃性を弱める工夫がされ、加えて昭和50年代半ば位から金属素材に復元性を持たせる事で対策を施した。
樹脂製のタイプは軽度の衝突でも割れたり、塗装が剥がれたりして容易に修理ができず、修理の際は丸ごと交換することが多かった。特に初期に用いられたウレタンバンパーは軽度の接触の際には柔軟性を生かして復元出来るメリットがあったが、表面の樹脂部の損傷による廃棄が社会問題化した。この為、樹脂素材の修理技術研究開発や交換等で廃棄された樹脂バンパーのリサイクルが試みられ、実用化に至っている。
変わった例では三菱・パジェロミニやダイハツ・ネイキッド、トヨタ・ジャパンタクシー、3代目(東南アジア向け)初期型ホンダ・シティ(以上左右・センターの3ピース)、トヨタ・コンフォート(上下2ピース)のように分割可能な構造にし、輸送時や修理時のコスト削減を企図した例もある。

### 日本国内と海外におけるバンパーの扱いの違い
走行中や駐車場内での軽度の接触事故等でついた（つけた）バンパーの傷や損傷については日本国内では「バンパーはボディの一部」とみなされるため、他のボディ部位と同様に補修、補償の対象とする事が多い。だが、海外ではボディを守るという元来の目的通り、傷ついて当たり前のものとして放置される傾向がある。ただし、これはあくまで一般論であり、高級車やスポーツカー等においてはこのかぎりではない。｢外国人から見た日本人のバンパーに対する考え方｣が垣間見える例として、『カーズ』のスピンオフである『メーターの東京レース』の中で｢メーターがほんの少しカブトのバンパーに接触してしまったことを発端に、ストリートレースでの勝負を挑まれてしまう｣という一幕がある。ただし日本でも自家用車のバンパーは塗装仕上げされるのに対し、同型でも商用車ではしばしば樹脂素材がむき出しである等、運用形態による考え方の違いもみられる。
「ヨーロッパでは『バンパーはぶつけてよいもの』という認識」と語られることがある。これについて、イタリア在住の自動車評論家である大矢アキオは「地域による」としている。具体的には、「パリ、ミラノ、フィレンツェのような大都市の混雑した地域では、縦列駐車の際に他車のバンパーに当てて止める光景を見かける」「しかし、パリの郊外部や地方都市など、スペースに余裕がある地区へ出るにつれて、バンパーを当てる習慣は見られなくなっていく」とのことである。

### 5マイルバンパー
1974年モデルイヤーとなる1973年後半から、アメリカ車と北米向け仕様車において大型のバンパーが装着され始める。これは通称「5マイルバンパー」と呼ばれ、その名の通り時速5マイル（約8km/h）以下で衝突した際、バンパーが衝撃を吸収し、復元することを求めた北米の安全基準に基づいて作られたものである。
これは「衝突時に、バンパーそのものや前尾灯、ラジエーター、操舵装置、足回り、燃料タンク、排気系などに大きな損傷が及ばないように」というものであったが、実際は低速度の接触によるバンパーの修理、交換に対する保険金の支払額の多さに辟易としていた保険会社が、「衝突安全性を高める」という建前を元にこの様な安全基準の施行を求めたものであった。
金属製バンパーはそれ自体を強固で変形しにくいものとし、その後普及したポリウレタンやポリプロピレンなどの樹脂カバーを用いるものは、高強度のレインフォースメント（内部補強材）と衝撃吸収材を持ち、どちらのバンパーもが伸縮するストラットで支持されている。同時に、高さの範囲も決められており、これに合致しないもの（位置が低いものや細いもの）は、バーや小ぶりのバンパーの追加が行われた（ダブルバンパー化）。
| 意匠が著しく異なる例。欧州向けA20/30系トヨタ・セリカクーペ   |  | 北米向け以下全て右の画像が5マイルバンパー装備車  |
| 意匠が著しく異なる例。 欧州向け A20/30系トヨタ・セリカクーペ |  | 北米向け 以下全て右の画像が5マイルバンパー装備車 |

登場当初、特にモデルライフ途中で装備されたものは、大きく突き出したバンパーのみが目立ち、従来のバンパー取り付け部の凹みを埋める部品や伸縮部を隠すラバー類、行き場を失って移設された方向指示器やマーカーランプなどによる「取ってつけた感」が甚だしく、スタイルが著しくスポイルされる結果となった。さらにそれ自体の重量も大きく、同時に進行していた自動車排出ガス規制によるエンジン出力の低下と相まって、性能の低下は免れなかった。前後のオーバーハングに追加されたこの重量物は、特に、軽量さを武器に運動性の高さを訴求して来たスポーツカーにとっては致命的であった。

性能と外観に大きな影響を及ぼし、不評も多い5マイルバンパーであるが、車種によってはこれをうまく処理して成功した例もある。
| 1971年式901型 911Tポルシェ・911（写真はオーバーライダー付の北米向けの1台）   |  | 1986年式930型 911SC |
| 1971年式901型 911T ポルシェ・911 （写真はオーバーライダー付の北米向けの1台） |  | 1986年式930型 911SC |

ポルシェ・911、2代目にあたる930型で356C以来のクラシカルな細身のバンパーを、ボディー同色の大型ウレタンバンパーに変更し、陳腐化を払拭して拡販を成し遂げ、モデルライフを1989年まで引き伸ばすことに成功した。これ以降のポルシェは、北米向け以外を含む全生産車が5マイルバンパーとなり、930型も「ビッグバンパー」、あるいは「Gシリーズ」という通称で呼ばれ、一定の愛好家が存在する。
| 1971年モデルポンティアック・ファイヤーバード  |  | 1974年以降のモデル |
| 1971年モデル ポンティアック・ファイヤーバード |  | 1974年以降のモデル |

アメリカ生まれのポニーカーやマッスルカーには、レーシーなイメージを持たせるため、バンパーレススタイルとしたものがあった。ジョン・Z・デロリアン時代のポンティアックブランドのGTOやファイアーバードもそれで、新たな保安基準の前にデザインコンセプトの変更を余儀なくされたが、ファイアーバードはシボレー・カマロと共に「スラントノーズ」を提案し、顧客獲得に成功した。
| 日本国内向けE90系カローラセダン  |  | 北米向け |
| 日本国内向け E90系カローラセダン |  | 北米向け |

| 日本国内向けランサー（5代目後期）  |  | 北米向けに準じたバンパーを採用する東南汽車・リオンセル。日本向けも教習車仕様がこれを採用。 |
| 日本国内向け ランサー（5代目後期） |  | 北米向けに準じたバンパーを採用する東南汽車・リオンセル。日本向けも教習車仕様がこれを採用。 |

1990年代の日本車も、北米向けや北米現地生産車には5マイルバンパーが装備されており、国内向けの同型車に比べてバンパー自体も大きくなっているため、接触や衝突の可能性が高い教習車にこれを流用していたメーカーがある。またもう一つの理由として、国内仕様では車体寸法が教習車の最低基準（全長4400mm）を満たさないため、5マイルバンパーの装着で全長を伸ばして対応していた車種もある（例：三菱教習車（≒ランサー）、マツダ教習車（≒ファミリア）)。
一方、日本国内向けモデルでは外観が北米向けと同じであっても、5マイルバンパーとしては機能しないものがある。これらや日本国内専売モデルは一部の高級車や高額車を除いて伸縮式ストラットを持つものがほとんど無く、軽量化と低価格化のためにレインフォースメントが省略されているか、レインフォースメントという部品名であっても、板厚や面積不足で「ガワ」を支持するステー程度の役割しか果たさないものが多く、5マイルバンパーほどの衝撃吸収力は期待できない（後述）。同一車種内で5ナンバーと3ナンバーの差別化にモールとともにバンパーを拡大している車種（例：トヨタ・クラウン、日産・セドリック / グロリアなど）もあるが3ナンバー用の大型バンパーが5マイルバンパーのような形状をしているからといってその機能も有するとは限らない。

### 日本仕様車の現状
フロントバンパーについては、スペース制約の厳しい軽自動車を除き、内部に金属骨格と緩衝材を配置しステー部をクラッシュボックスとする事で補修性に配慮した造りが主流になっている。しかし、リアバンパーに関しては内部には骨格も緩衝材も配置せず、バンパー外皮の樹脂の弾力の機能だけで対処しているケースが多いのが現状である。当然ながら、追突などの衝突時の安全性は低く、床を中心として車体まで（車種によってはバックドアも）歪むため修理代も嵩む。なお、日本ブランドの車でも欧州からの輸入車（トヨタ・アベンシス等）や輸出仕様車にはリヤバンパーにも金属骨格と緩衝材を配置している例が見られる。
日本仕様車の現状例

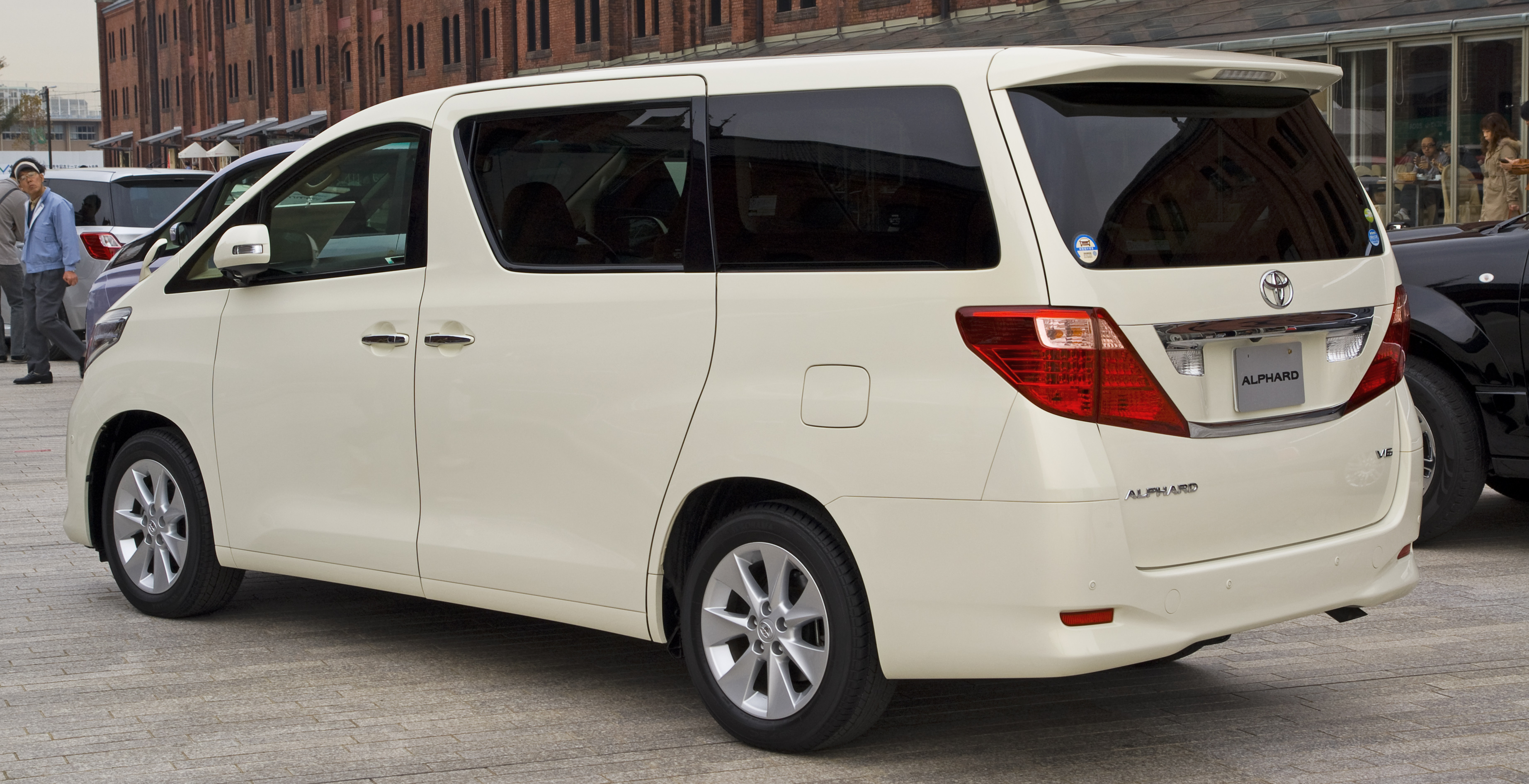
後端がほとんどハッチゲートとツライチとなったリアバンパーの例 （トヨタ・アルファード)
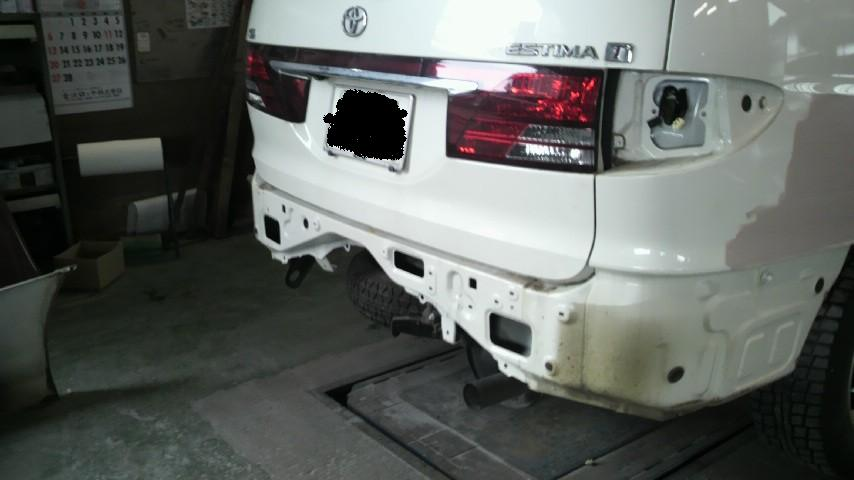
内部に骨格も緩衝材もないリヤバンパーの例 （トヨタ・エスティマ）
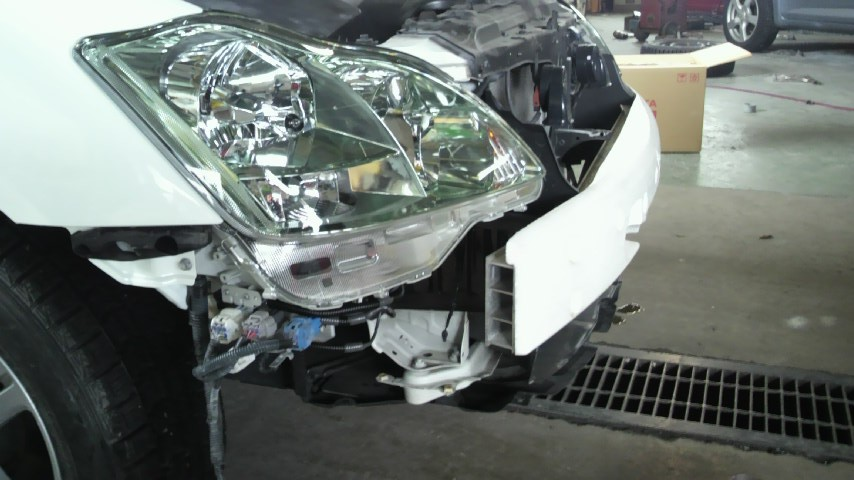
内部に金属骨格と緩衝材を持つバンパーの例 （トヨタ・クラウン）
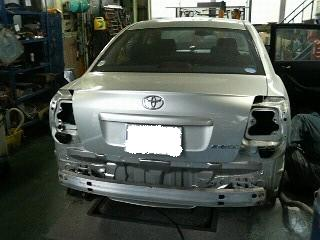
海外生産車に見られる金属骨格入りリヤバンパーの例 （トヨタ・アベンシス）

### バンパーモール
バンパーを保護する目的でカー用品店などで数多く販売されている部品。主に欧州車を中心として純正装備される例もある。近年はバンパーの保護だけでなく、車外装飾も兼ねたバンパーモールが市販されている。
ヒュンダイ・エラントラセダン（XD系後期）に見る、同一車種における仕向地別のバンパーモール有無例
なお、XDエラントラの場合は日本仕様車や韓国仕様車などにおいても5ドアハッチバック（日本名「エラントラ・ユーロ」）にはセダンと異なるキャラクターを表現する為かバンパーモールが装備されていた。

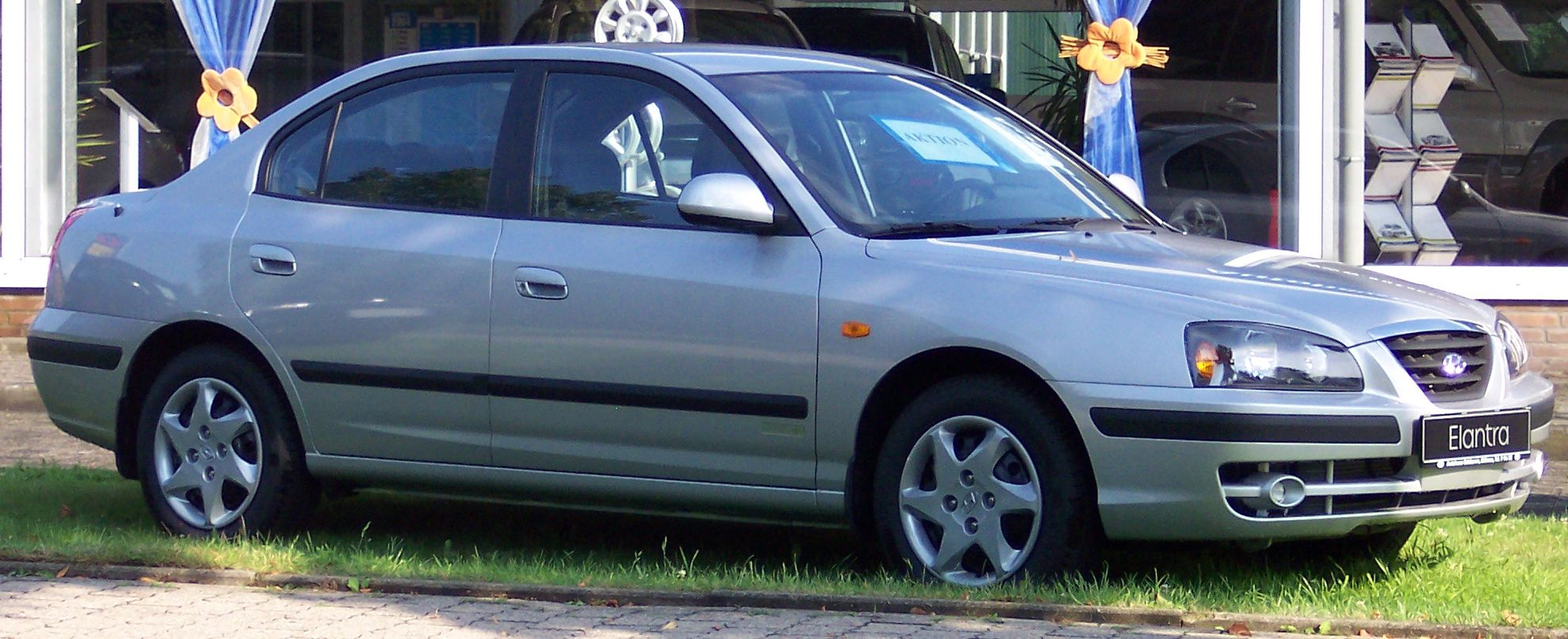
欧州仕様車などに見られる無塗装モール付きのタイプ。
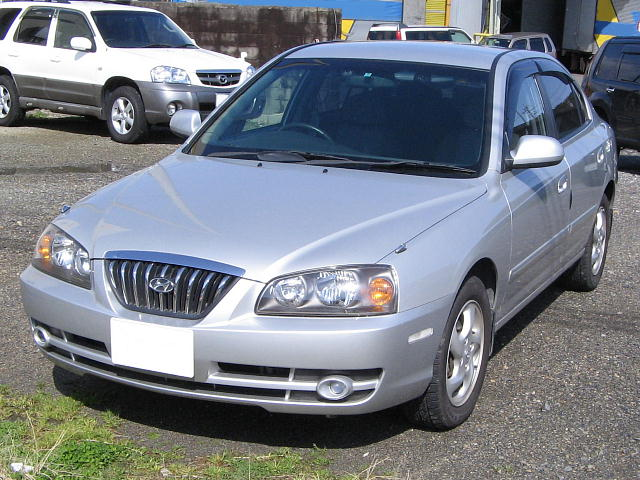
韓国、日本、北米仕様車などに見られるモールなしのタイプ。

### バンパーステッカー
リアバンパーに自分の宗教、政治、社会運動に対する意志や思想（アウェアネス・リボンなど）、あるいは好きな自動車部品メーカーやスポーツチームなどのステッカーを貼る場合がある。ステッカーの他、バンパーからぶら下げる物もある（トラック・ナッツなど）。これらは特に顕著な車社会であるアメリカにおいてよく見られる。

### カンガルーバー
金属製の板やパイプを曲げて造られた丈夫なバンパー。グリルガード（Grill Guard）やオージーブルバー（Aussie Bull Bar）とも呼ばれる。オーストラリアでカンガルーとの衝突による車の損害を低減するために開発されたが、1990年代頃から日本でもRVブームに乗じ、ファッション性（とりわけSUV感、アウトドア感）を高める理由で大型SUVやRV風の小型車にまで標準装備されるようになった。ただし、対人事故を起こした場合は人体に与えるダメージが大きいため、大型動物のいない都市部で無意味なカンガルーバーをつけることには批判もある。これに準じ、日本では2000年代から各自動車メーカーはオプション設定をすることをやめている。しかし、野生動物と車の衝突事故が日常茶飯事であるオーストラリア、アフリカ、北米等では2010年代現在でも各自動車メーカーが純正オプション品として設定されており、一定の装着率がある。人里離れた僻地や砂漠地帯などで大型動物と衝突し、走行不能状態になった場合に乗員が命の危険に晒されることがあることと、そのような地域では狩猟を趣味や生業としている人も多く、そういう人々は安易にディアホイッスル（ディアワーニングとも。鹿避け笛）を車に装着できないなどの事情がある。

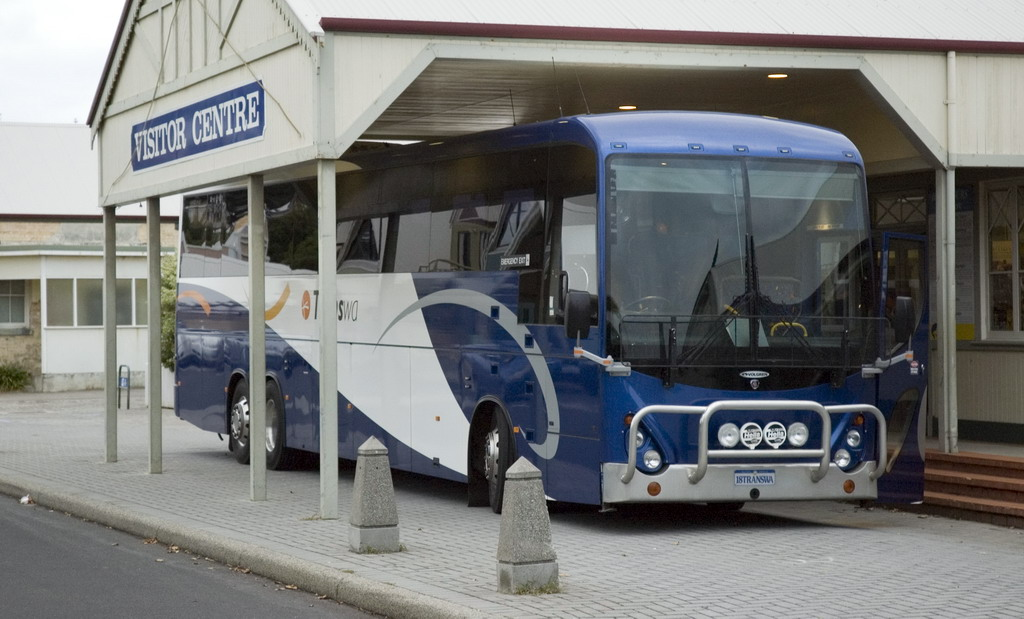
カンガルーバーを装備した西オーストラリア、トランスwaの長距離バス
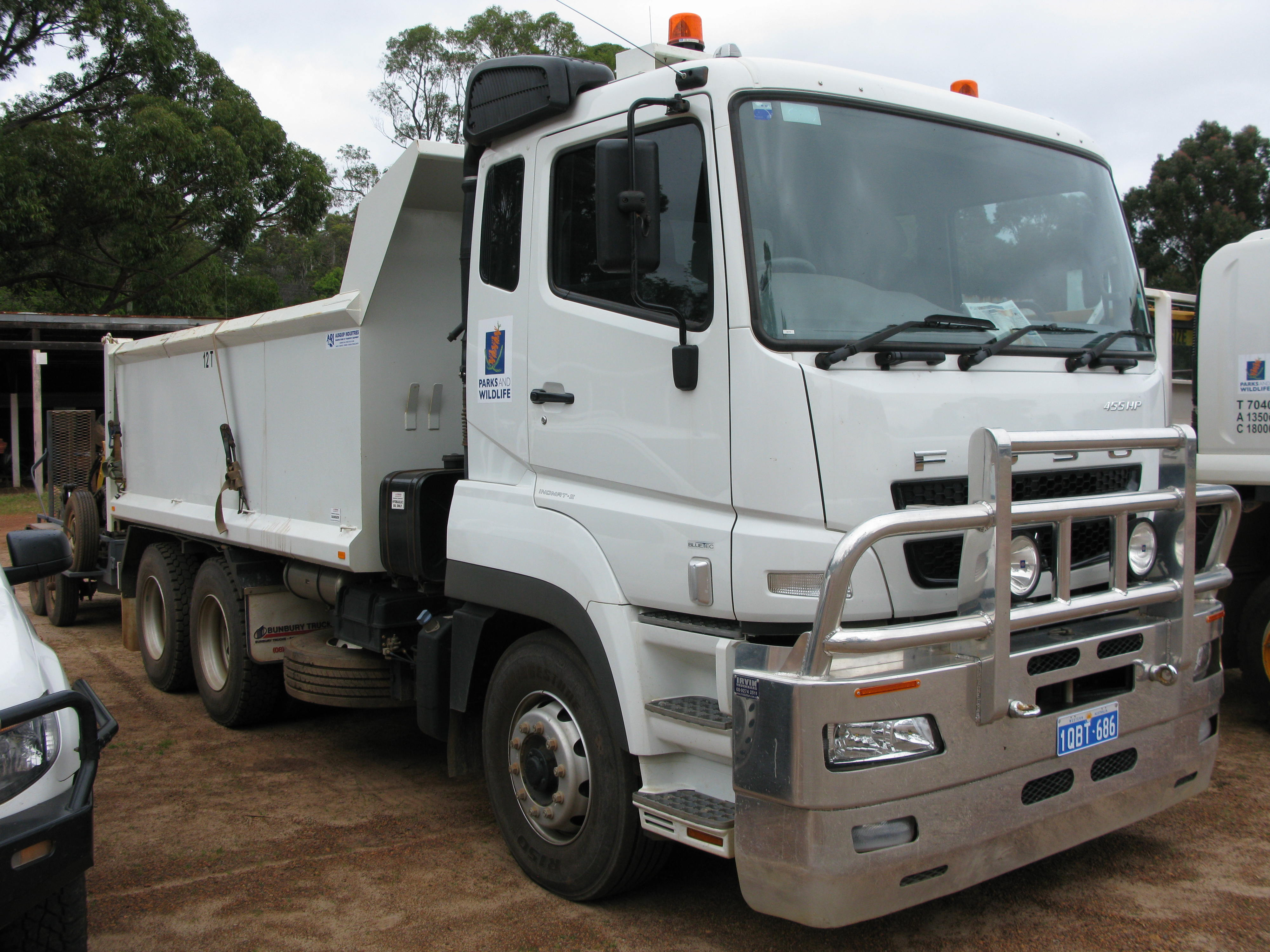
カンガルーバーと一体型の強化バンパーを装着した三菱ふそう・スーパーグレート
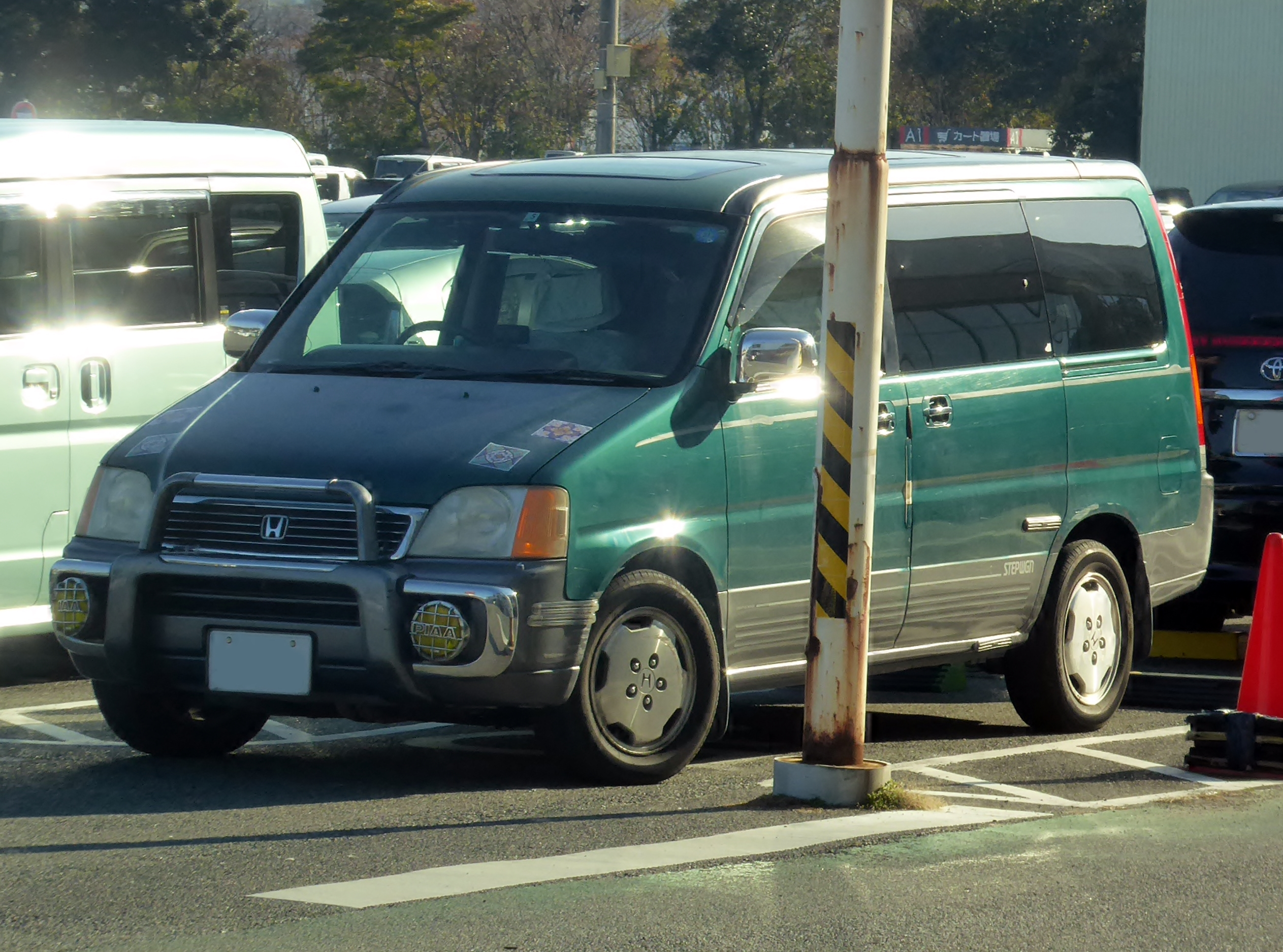
｢アウトドア感｣の演出としてカンガルーバーを装備したホンダ・ステップワゴン

### マスクバンパー
ラジエーター前の空気取り入れ口と車体側面部品の一部が組み込まれたバンパー。

### プッシュバンパー（Push Bumper）
アメリカのパトカーに見られる装備。バンパーの前に、さらに頑丈なバンパーを装着する。先述のカンガルーバーと似たような見た目をしているもの。アメリカでは、逃走する被疑者車両の後部側面を押して目標をスピンさせる「PITマニューバ」という技術が度々使用される。プッシュバンパーはPIT実施時に目標を押したり、またPIT及びスピンした車両をパトカーでブロックする時に車体を保護する役目がある。

またハイウェイ上で故障して立ち往生した車両を事故防止の為に最寄の出口まで押して移動させる事にも使われる。

形状はグリル正面だけを保護するオーバーライダー的なものから、グリルガードのようにヘッドライトやウィンカーまで覆うものなど様々であり、緊急車両部品メーカーが市場に供給している。装着するか否かは各警察機関の判断なので、装着していない場合も珍しくない。

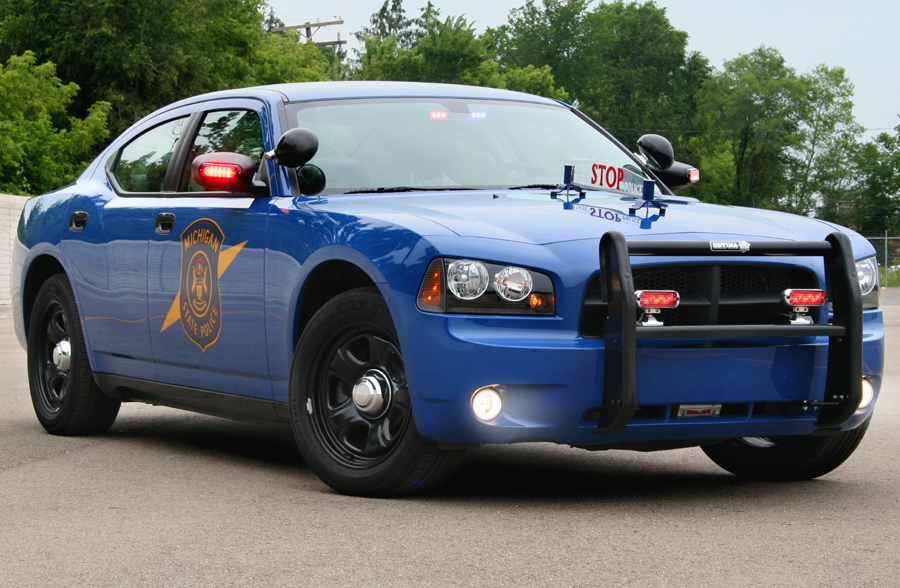
ミシガン州警察のダッジ・チャージャー(LX)。グリル前につけられているのがプッシュバンパー。ワシントン州にあるSETINA社の製品。
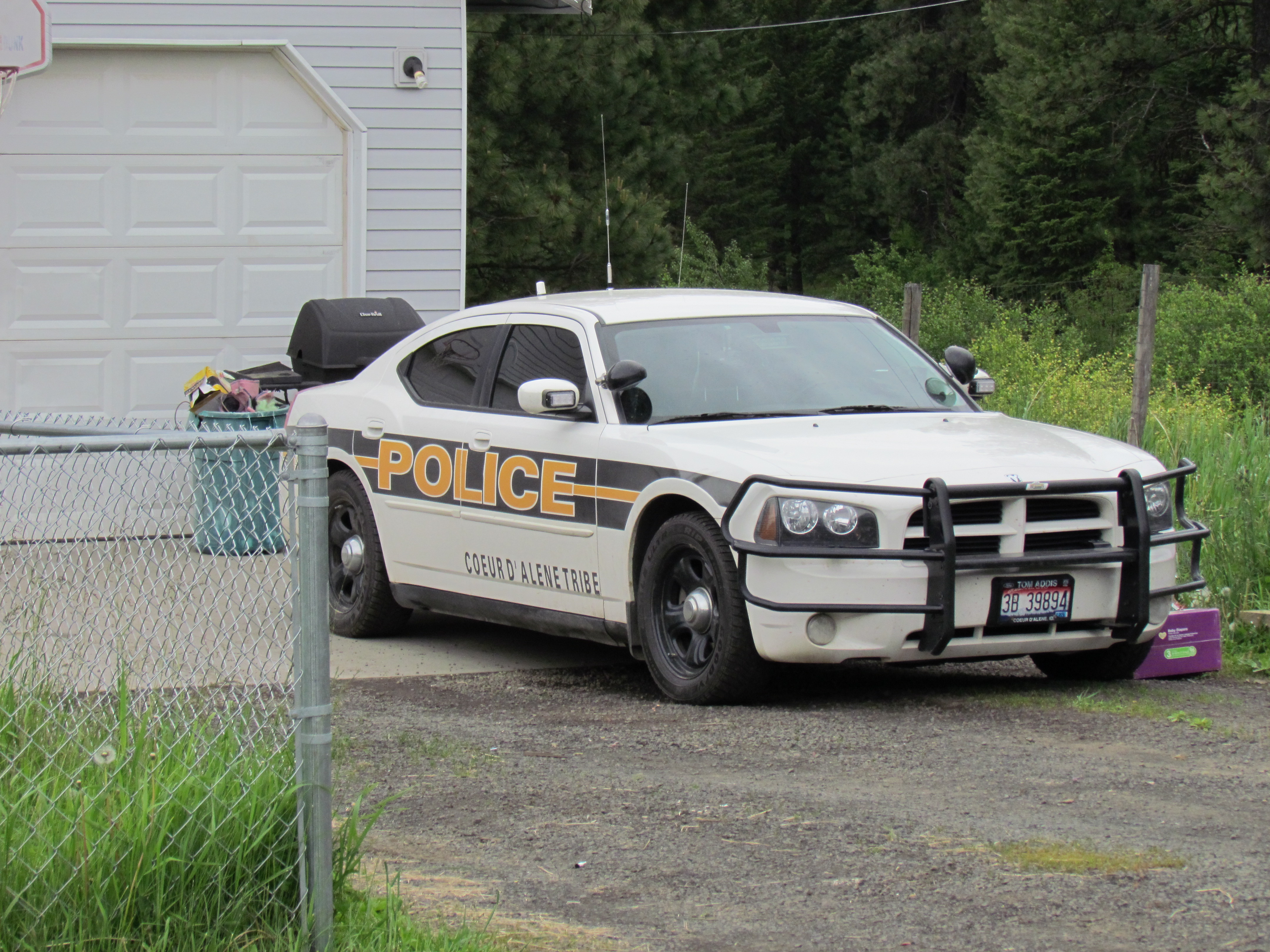
アイダホ州のLXチャージャー。カンガルーバー同様、灯火類までガードする形状をしている。
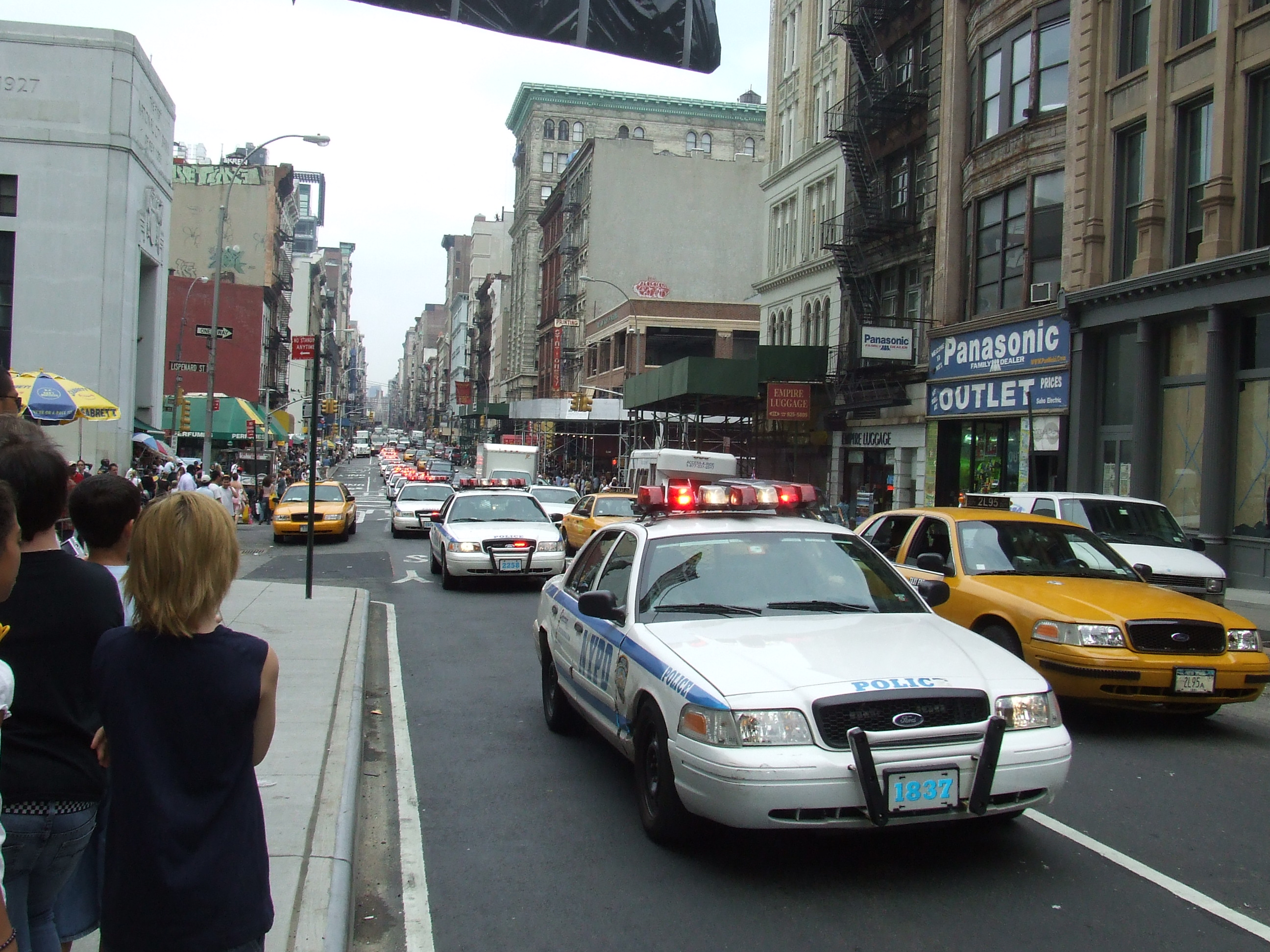
ニューヨーク市警察のフォード・クラウンヴィクトリア。同警察は市販品ではなく、独自のものを採用している。
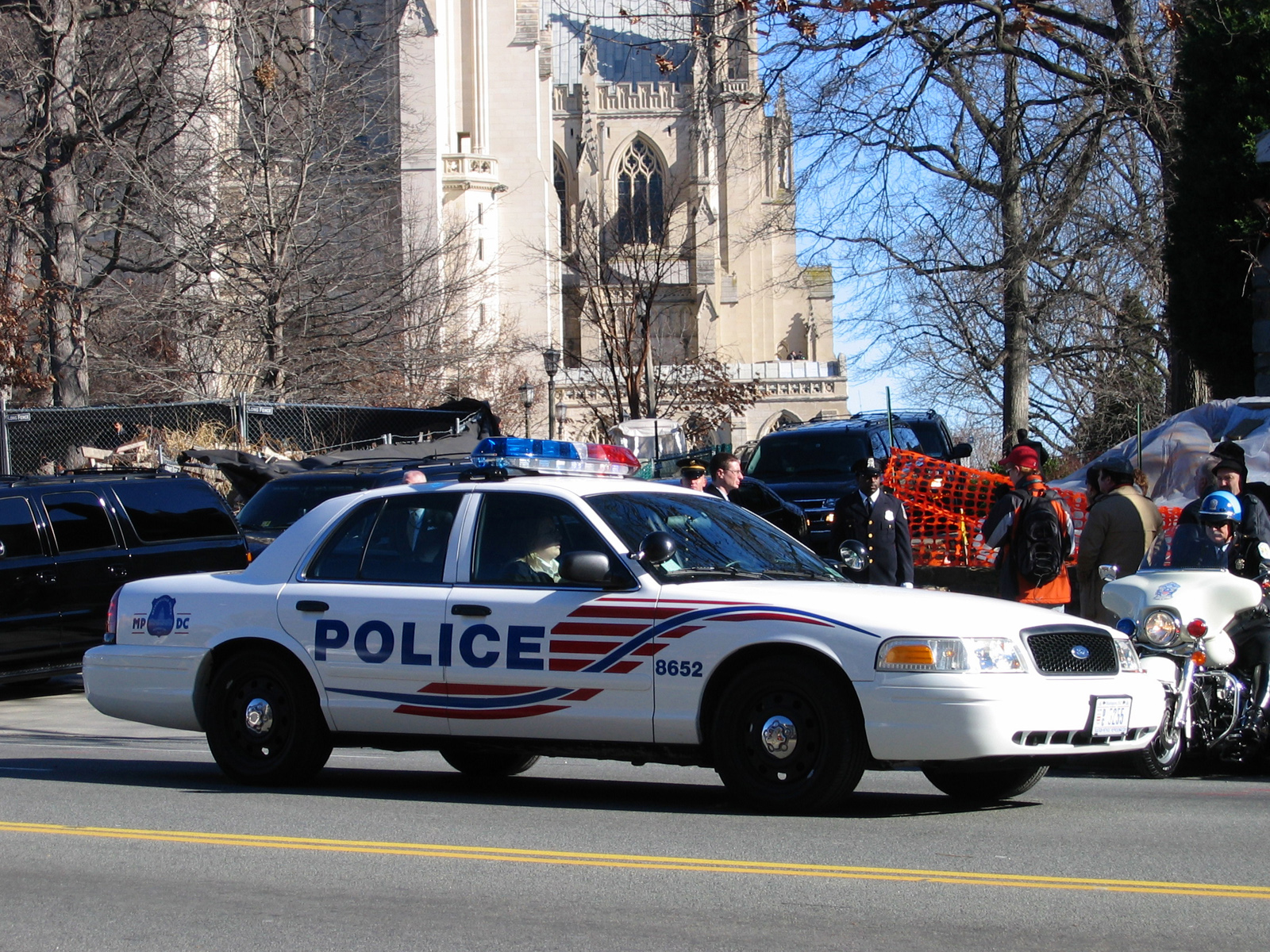
ワシントンD.C.首都警察のクラウンヴィクトリア。同警察ではプッシュバンパーは使用していない。